# Mimudea decrepitalis
Mimudea decrepitalis là một loài bướm đêm trong họ Crambidae.